# San Pedro de Tutule
San Pedro de Tutule is een gemeente (gemeentecode 1214) in het departement La Paz in Honduras.
In het midden van de 19e eeuw was dit gebied onbewoond bos. Het hoorde bij de gemeente Santa María. Drie families begonnen deze plek te bewonen. Zij noemden het El Zacatal. Later kwamen er meer inwoners vanuit het dorp Santa María.
Het dorp ligt tussen de bergen El Matasano en Granadilla.

## Bevolking
De bevolking is als volgt verdeeld:
| Vrouwen | 3598 | 49,4% |
| Mannen  | 3692 | 50,6% |

## Dorpen
De gemeente bestaat uit vijf dorpen (aldea), waarvan het grootste qua inwoneraantal: San Pedro de Tutule (code 121401).